# Cartwall
Cartwall är en svensk musikduo som bildades 2006 i Piteå, Norrbotten när radioprofilen Matilda Kihlberg och Olle Blomström började på samma mediautbildning. Två år senare släppte de sin första singel "Frankie", som kom att spelas flitigt på Sveriges Radio P3. I november 2009 släppte gruppen sin självbetitlade debutskiva Cartwall.

## Diskografi

### Album
- Cartwall (2009)

### Singlar
- Frankie (2008)
- Club Dinosaur (2009)
- Holiday (2009)